# Europees kampioenschap basketbal mannen 1971
Eurobasket 1971 is het zeventiende gehouden Europees Kampioenschap basketbal. Eurobasket 1971 werd georganiseerd door FIBA Europe. Twaalf landen die ingeschreven waren bij de FIBA, namen deel aan het toernooi dat gehouden werd in 1971 in West-Duitsland. Het basketbalteam van de Sovjet-Unie won in de finale van het toernooi met 69-64 van Joegoslavië, waarmee het de uiteindelijke winnaar van Eurobasket 1971 werd. De strijd om de derde en vierde plaats werd beslecht door Polen en Italië. Italië won met 85-67.

## Eindklassement
1. Sovjet-Unie
2. Joegoslavië
3. Italië
4. Polen
5. Tsjecho-Slowakije
6. Bulgarije
7. Spanje
8. Roemenië
9. Bondsrepubliek Duitsland
10. Frankrijk
11. Israël
12. Turkije

| Eurobasket 1971 winnaar |
| ----------------------- |
| Sovjet-Unie Elfde titel |

## Individuele prijzen

### MVP (Meest Waardevolle Speler)
- Krešimir Ćosić

### All-Star Team
- Sergej Belov
- Modestas Paulauskas
- Edward Jurkiewicz
- Krešimir Ćosić
- Atanas Golomeev